# Saccharum stewartii
Saccharum stewartii là một loài thực vật có hoa trong họ Hòa thảo. Loài này được Rajesw., R.R.Rao & Arti Garg miêu tả khoa học đầu tiên năm 1994.